# Wewelsfleth
Wewelsfleth település Németországban, Schleswig-Holstein tartományban. Lakosainak száma 1342 fő (2023. december 31.).

## Népesség
A település népességének változása:
| Lakosok száma | 1157 | 1337 | 1305 | 1273 | 1318 | 1342 |
|               | 1975 | 2017 | 2019 | 2021 | 2022 | 2023 |